# The Downward Spiral
The Downward Spiral (anche noto come Halo 8) è il secondo album in studio del gruppo musicale statunitense Nine Inch Nails, pubblicato l'8 marzo 1994 dalla Nothing Records.
Pubblicato a due anni di distanza dall'EP Broken, l'album portò il gruppo alla popolarità, specialmente dopo l'uscita del secondo singolo, Closer, accompagnato da un controverso videoclip diretto da Mark Romanek. The Downward Spiral è universalmente ritenuto dalla critica specializzata il capolavoro dei Nine Inch Nails e uno dei dischi più importanti degli anni novanta. Si trova alla posizione 201 nella classifica dei 500 migliori album di sempre stilata dalla rivista Rolling Stone.

## Descrizione
Si tratta di un concept album che racconta la sottomissione dell'individuo protagonista a un sistema al quale non potrà sfuggire se non attraverso il suicidio. Le tematiche trattanti sono l'alienazione, la paranoia, la depressione e la perversione. La successione dei brani scandisce i "capitoli" di questo racconto, dove troviamo invettive antireligiose (Heresy) e inquietanti episodi di futuristica schizofrenia (I Do Not Want This), il tutto scandito da un suono che è tutta una orchestra di strumenti, digitali e no, i quali si fondono venendo a creare canzoni che è difficile, ad un primo approccio, definire tali.
Seguendo solamente quella che è la sua idea di musica, Trent Reznor incide un disco dove la fa da padrone il meccanico-robotico, dove ogni singolo battito è il frutto d'uno studio meticoloso, o più correttamente, ossessivo. In linea con una visione nietzscheana della realtà, Reznor annuncia ancora la morte di Dio e descrive come l'uomo, tentando di ergersi a padrone del mondo, riveli tutta la sua fragilità.

## Tracce
Testi e musiche di Trent Reznor, eccetto dove indicato.
1. Mr Self Destruct – 4:30
2. Piggy – 4:24
3. Heresy – 3:54
4. March of the Pigs – 2:58
5. Closer – 6:13
6. Ruiner – 4:58
7. The Becoming – 5:31
8. I Do Not Want This – 5:41
9. Big Man with a Gun – 1:36
10. Dead Souls – 4:50 (Ian Curtis, Peter Hook, Bernard Sumner, Stephen Morris) – presente nell'edizione giapponese; originariamente interpretata dai Joy Division
11. A Warm Place – 3:22
12. Eraser – 4:54
13. Reptile – 6:51
14. The Downward Spiral – 3:57
15. Hurt – 6:13

CD bonus nell'edizione deluxe
1. Burn – 5:00
2. Closer (Precursor) (remixata dai Coil, Danny Hyde) – 7:16
3. Piggy (Nothing Can Stop Me Now) (remixata da Rick Rubin) – 4:03
4. A Violet Fluid – 1:04
5. Dead Souls (brano dei Joy Division) – 4:53
6. Hurt (Quiet) (remixata da Trent Reznor) – 5:08
7. Closer to God (remixata da Reznor, Sean Beavan, Brian Pollack) – 5:06
8. All the Pigs, All Lined Up – 7:26
9. Memorabilia – 7:22 (brano dei Soft Cell)
10. The Downward Spiral (The Bottom) (remixata da John Balance, Peter Christopherson, Drew McDowall, Hyde) – 7:32
11. Ruiner (Demo) – 4:51
12. Liar (Reptile Demo) – 6:57
13. Heresy (Demo) – 4:00

## Formazione
Musicisti
- Trent Reznor – voce, chitarra, basso, tastiera, sintetizzatore, campionatore, programmazione, arrangiamento, batteria (traccia 4)
- Chris Vrenna – campionatore aggiuntivo, batteria (traccia 15)
- Adrian Belew – texture generating guitars (traccia 1), chitarra ring mod (traccia 7)
- Flood – programmazione hi-hat (traccia 5), ARP 2600 (traccia 7), effetti (traccia 8)
- Stephen Perkins – batteria (traccia 8)
- Danny Lohner – chitarra aggiuntiva (traccia 9)
- Tommy Lee – steakhouse (traccia 9)
- Andy Kubiszewski – batteria (traccia 14)

Produzione
- Trent Reznor – produzione, ingegneria del suono, missaggio (traccia 15)
- Flood – produzione (tracce 1, 2, 5, 6, 7, 11, 12 e 13)
- Bill Kennedy, Sean Beavan – ingegneria aggiuntiva, missaggio (tracce 9, 15)
- Brian Pollack, Chris Vrenna, John Aguto – ingegneria aggiuntiva
- Alan Moulder – ingegneria aggiuntiva, missaggio (eccetto tracce 9, 10 e 15)
- Tom Baker – mastering